# Dornier Rs II
Le Dornier Rs II était un hydravion quadrimoteur allemand.

## Histoire
Après la destruction du Dornier Rs I, le Dornier Rs II est développé. Conçu à l'origine avec 3 moteurs Maybach HS intégrés au fuselage, il est finalement doté de 4 moteurs Maybach Mb.IVa dans la voilure.
Il effectue ses premiers essais en mai 1916 et son premier vol le 30 juin 1916. 